# Nubécourt
Nubécourt és un municipi francès situat al departament del Mosa i a la regió del Gran Est. L'any 2007 tenia 278 habitants.

## Demografia

### Població
El 2007 la població de fet de Nubécourt era de 278 persones. Hi havia 112 famílies, de les quals 40 eren unipersonals (16 homes vivint sols i 24 dones vivint soles), 48 parelles sense fills i 24 parelles amb fills.
La població ha evolucionat segons el següent gràfic:
Habitants censats

### Habitatges
El 2007 hi havia 164 habitatges, 119 eren l'habitatge principal de la família, 24 eren segones residències i 21 estaven desocupats. 161 eren cases i 3 eren apartaments. Dels 119 habitatges principals, 106 estaven ocupats pels seus propietaris, 10 estaven llogats i ocupats pels llogaters i 3 estaven cedits a títol gratuït; 1 tenia dues cambres, 15 en tenien tres, 29 en tenien quatre i 74 en tenien cinc o més. 104 habitatges disposaven pel capbaix d'una plaça de pàrquing. A 67 habitatges hi havia un automòbil i a 37 n'hi havia dos o més.

### Piràmide de població
La piràmide de població per edats i sexe el 2009 era:
| Homes | Edats   | Dones |
| ----- | ------- | ----- |
| 0     | 95 o +  | 0     |
| 8     | 90 a 94 | 4     |
| 0     | 85 a 89 | 16    |
| 4     | 80 a 84 | 0     |
| 8     | 75 a 79 | 8     |
| 12    | 70 a 74 | 4     |
| 4     | 65 a 69 | 20    |
| 12    | 60 a 64 | 4     |
| 0     | 55 a 59 | 4     |
| 0     | 50 a 54 | 0     |
| 16    | 45 a 49 | 12    |
| 12    | 40 a 44 | 4     |
| 20    | 35 a 39 | 8     |
| 8     | 30 a 34 | 12    |
| 0     | 25 a 29 | 8     |
| 4     | 20 a 24 | 4     |
| 12    | 15 a 19 | 12    |
| 8     | 10 a 14 | 8     |
| 12    | 5 a 9   | 16    |
| 8     | 0 a 4   | 4     |

## Economia
El 2007 la població en edat de treballar era de 167 persones, 118 eren actives i 49 eren inactives. De les 118 persones actives 111 estaven ocupades (66 homes i 45 dones) i 7 estaven aturades (6 homes i 1 dona). De les 49 persones inactives 19 estaven jubilades, 9 estaven estudiant i 21 estaven classificades com a «altres inactius».

### Ingressos
El 2009 a Nubécourt hi havia 118 unitats fiscals que integraven 267 persones, la mediana anual d'ingressos fiscals per persona era de 15.957 €.

### Activitats econòmiques
Dels 9 establiments que hi havia el 2007, 1 era d'una empresa alimentària, 1 d'una empresa de construcció, 2 d'empreses de comerç i reparació d'automòbils, 1 d'una empresa financera, 1 d'una empresa immobiliària i 3 d'empreses de serveis.
Dels 3 establiments de servei als particulars que hi havia el 2009, 1 era una oficina bancària, 1 taller de reparació d'automòbils i de material agrícola i 1 fusteria.
L'any 2000 a Nubécourt hi havia 23 explotacions agrícoles.

## Equipaments sanitaris i escolars
El 2009 hi havia una escola elemental.

## Poblacions més properes
El següent diagrama mostra les poblacions més properes.